# マリア・テレジア・ツー・レーヴェンシュタイン＝ヴェルトハイム＝ローゼンベルク
マリア・テレジア・ツー・レーヴェンシュタイン＝ヴェルトハイム＝ローゼンベルク（Maria Theresia Prinzessin zu Löwenstein-Wertheim-Rosenberg, 1870年1月4日 - 1935年1月17日）は、ドイツの上級貴族レーヴェンシュタイン＝ヴェルトハイム家の侯女で、ポルトガル王位請求者ミゲル2世の2番目の妻。

## 生涯

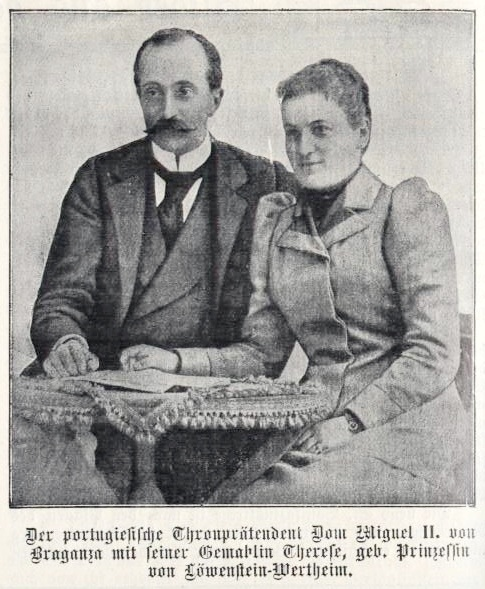
マリア・テレジアと夫のブラガンサ公ミゲル2世、1908年

レーヴェンシュタイン＝ヴェルトハイム＝ローゼンベルク侯カール・ハインリヒと、その妻でリヒテンシュタイン侯アロイス2世の娘であるゾフィーの間の第5子、四女として生まれた。1893年11月8日にクラインホイバッハの実家の居城レーヴェンシュタイン城（Schloss Löwenstein）において、ミゲル2世と結婚した。ミゲル2世の母アーデルハイトはマリア・テレジアの伯母だったため、夫妻は従兄妹同士だった。
ミゲル2世は1881年に最初の妻エリーザベトと死別しており、この結婚は再婚であった。エリーザベトが産んだ2人の息子はいずれも貴賤結婚をしたり早世したりしたため、マリア・テレジアの産んだ息子ドゥアルテ・ヌノがミゲリスタ派のポルトガル王家の家督を継いだ。1935年にアスペルン飛行場（Flughafen Aspern）で死去し、ウィーンのデープリング地区にあるカルメル会修道院（Karmelitenkloster Döbling）に葬られた。

## 子女
夫との間に1男7女の8人の子女をもうけた。
- イザベル・マリア・アウグスタ・ジョゼファ・ミカエラ・ガブリエラ・ハファエラ・フランシスカ・デ・パウラ・イ・デ・アシス・アデライデ・エウラリア・ソフィア・カロリーナ（1894年 - 1970年） - 1920年、トゥルン・ウント・タクシス侯家家長フランツ・ヨーゼフと結婚
- マリア・ベネディタ・クララ・ソフィア・アロイジア・ミカエラ・ガブリエラ・ハファエラ（1896年 - 1971年）
- マファルダ・マリア・アルデグンデス・エンリケータ（1898年 - 1918年）
- マリア・アナ・ハファエラ・ミカエラ・ガブリエラ・ロレンサ（1899年 - 1971年） - 1921年、トゥルン・ウント・タクシス侯家家長カール・アウグストと結婚
- マリア・アントニア・ミカエラ・ハファエラ・ガブリエラ・アデライデ・シャヴィエル・ジョゼファ・エクスペディタ・グレゴリア（1903年 - 1973年） - 1934年、Ashley Chanlerと結婚（1954年離婚）
- フィリパ・マリア・アナ・ジョアナ・ミカエラ・ハファエラ（1905年 - 1990年）
- ドゥアルテ・ヌノ・フェルナンド・マリア・ミゲル・ガブリエル・ハファエル・フランシスコ・シャヴィエル・ハイムンド・アントニオ（1907年 - 1976年） - ポルトガル王家家長
- マリア・アデライデ・マノエラ・アメリア・ミカエラ・ハファエラ（1912年 - 2012年） - 1945年、Nicolaas van Udenと結婚